# بعثة الاستكشاف البريطانية

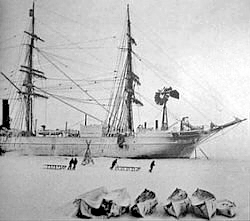
سفينة الاستكشاف في جليد القطب الجنوبي

بعثة الاستكشاف البريطانية (بالإنجليزية: The British National Antarctic Expedition)‏ والتي تعرف اختصارا ببعثة الاستكشاف (بالإنجليزية: Discovery Expedition)‏ كانت عام 1901 حتى 1904 هي أول بعثة استكشاف بريطانية رسمية للقطب الجنوبي منذ بعثة جيمس كلارك روس التي سبقتها بستين عاما. تم إعدادها على نطاق واسع وبتعاون مشترك بين الجمعية الملكية والجمعية الجغرافية الملكية. كانت مهمة البعثة القيام بأبحاث علمية واستكشافات جغرافية للقارة التي لم يطأها أحد بعد. وقد كانت البعثة انطلاقا للعمل في أنتاركتيكا للكثير من العلماء في العصر البطولي لاستكشاف القطب الجنوبي  بمن فيهم روبرت فالكون سكوت، إرنست شاكلتون، إدوارد أدريان ويلسون، فرانك وايلد، توم كرين، وويليام لاشلي.
وقد وفرت البعثة نتائج علمية قيمة في علم الاحياء، علم الحيوان، الجيولوجيا، علم الطقس ومغناطسية الأرض. متضمنة اكتشاف وادي ماكموردو الجاف الخالي من الثلوج ومستعمرة للبطريق الامبراطوري في كيب كروزير. وتم تحقيق انجازات مهمة في مجال الاستكشاف الجغرافي حيث تم اكتشاف ارض الملك ايدوارد السابع وهضبة أنتاركتيكا. لم يكن هدف البعثة الوصول إلى نقطة القطب الجنوبي وانما الوصول إلى نقطة أقصى الجنوب المتمثلة بخط العرض '17°82 جنوبا.
وقد وضعت هذه الرحلة بصمتها في تاريخ استكشاف القطب الجنوبي، وتم الاحتفال بنجاح الرحلة. على ان البعثة لم تخلوا من النقاط الفشل التي تمثلت بالحاجة إلى حملة اغاثة باهضة لتحرير «دسكفري» وطاقمها من الجليد، والجدل العلمي حول جودة بعض التقارير العلمية. ومن أهم اسباب نقاط الفشل هذه هي عجز القائمين على البعثة من التعامل مع وسائل النقل المخصصة للقطب الجنوبي المتمثلة بالزحافات والكلاب.

## خلفية البعثة

### رواد
بين عامي 1839 و1843، أكمل الكابتن البحري الملكي جيمس كلارك روس، على متن سفينتيه إتش إم إس إريبس وإتش إم إس تيرور، ثلاث رحلات إلى القارة القطبية الجنوبية. خلال هذه الفترة، اكتشف واستكشف قطاعًا جديدًا من القارة القطبية الجنوبية، والذي من شأنه أن يوفر مجال عمل للعديد من البعثات البريطانية اللاحقة.
أسس روس الجغرافيا العامة لهذه المنطقة، وأطلق أسماء على العديد من معالمها، بحر روس، والحاجز الجليدي العظيم (الذي أعيدت تسميته لاحقًا بجرف روس الجليدي)، وجزيرة روس، وكيب أدار، وأرض فيكتوريا، ومضيق ماكموردو، وكيب كروزير، والبركانين التوأمين جبل إريبس وجبل تيرور. عاد إلى الحاجز عدة مرات، على أمل اختراقه، لكنه لم يتمكن من ذلك، ووصل إلى أقصى الجنوب في مدخل حاجز صغير عند 78 درجة و10 دقائق، في فبراير 1842. اشتبه روس في أن الأرض تقع إلى الشرق من الحاجز، لكنه لم يتمكن من تأكيد ذلك.
بعد روس لم تكن هناك رحلات مسجلة إلى هذا القطاع من القارة القطبية الجنوبية لمدة خمسين عامًا. ثم في يناير 1895، هبطت رحلة صيد الحيتان النرويجية هبوطًا قصيرًا في كيب أدار، أقصى الطرف الشمالي من أرض فيكتوريا. بعد أربع سنوات، أبحر كارستن بورشغرفنك، الذي شارك في ذلك الهبوط، برحلته الخاصة إلى المنطقة، على متن السفينة ساوثرن كروس. مولِت هذه الرحلة من خلال تبرع قدره 35,000 جنيه إسترليني من قطب النشر البريطاني السير جورج نيونس، بشرط أن تسمى المغامرة «البعثة البريطانية للقطب الجنوبي». هبط بورشغرفنك في كيب أدار في فبراير 1899، وأقام كوخًا صغيرًا، وقضى شتاء عام 1899 هناك. في الصيف التالي أبحر جنوبًا، وهبط عند مدخل روس على الحاجز. ثم انطلقت مجموعة من ثلاثة أشخاص جنوبًا على سطح الحاجز، ووصلوا إلى أقصى الجنوب عند خط عرض 78°50′.
خُطط لبعثة الاستكشاف خلال موجة من الاهتمام الدولي بالمناطق القطبية الجنوبية في مطلع القرنين التاسع عشر والعشرين. كانت هناك بعثة ألمانية بقيادة إريك فون دريغالسكي تغادر في نفس الوقت تقريبًا مع ديسكفري، لاستكشاف قطاع القارة جنوب المحيط الهندي. كان المستكشف السويدي أوتو نوردنسكولد يقود بعثة إلى أرض غراهام، وكانت بعثة فرنسية بقيادة جان بابتيست شاركو في طريقها إلى شبه الجزيرة القطبية الجنوبية. أخيرًا، كان العالم البريطاني ويليام سبيرز بروس يقود بعثة علمية إلى بحر ودل.

### البحرية الملكية، ماركام وسكوت
تحت تأثير جون بارو، السكرتير الثاني للأميرالية، أصبح استكشاف القطب الشمالي من اختصاص البحرية الملكية في زمن السلم بعد الحرب النابليونية. تضاءل الاهتمام البحري بعد اختفاء بعثة فرانكلين في عام 1845، والعديد من عمليات البحث غير المثمرة التي تلت ذلك. بعد المشاكل التي واجهتها بعثة القطب الشمالي في الفترة 1874-1876 بقيادة جورج ناريس، وإعلان ناريس نفسه أن القطب الشمالي «غير عملي»، قررت الأميرالية أن المزيد من المهام القطبية ستكون خطيرة ومكلفة وغير مجدية.
لكن السكرتير العام للجمعية الجغرافية الملكية (ورئيسها فيما بعد) السير كليمنتس ماركهام كان رجلًا بحريًا سابقًا خدم في إحدى بعثات الإغاثة التي قادها فرانكلين في عام 1851. كان قد رافق ناريس في جزء من بعثة 1874-1876، وظل مدافعًا قويًا عن استئناف البحرية لدورها التاريخي في استكشاف القطب الشمالي. في نوفمبر 1893، سنحت الفرصة لتعزيز هذا الطموح، عندما ألقى عالم الأحياء البارز السير جون موراي، الذي زار مياه القارة القطبية الجنوبية بصفته عالم أحياء مع بعثة تشالنجر في سبعينيات القرن التاسع عشر، كلمة أمام الجمعية الجغرافية الملكية. قدم موراي ورقة بحثية بعنوان «تجديد استكشاف القارة القطبية الجنوبية»، ودعا إلى رحلة استكشافية كاملة النطاق لصالح العلوم البريطانية. حظي هذا بدعم قوي من ماركهام والهيئة العلمية الأولى في البلاد، الجمعية الملكية. تأسست لجنة مشتركة بين الجمعيتين لتحديد الشكل الذي ينبغي أن تتخذه الرحلة الاستكشافية. لقد عارضت أقسام من اللجنة المشتركة رؤية ماركهام ببعثة بحرية كاملة على غرار أسلوب روس أو فرانكلين، ولكن إصراره كان كافيًا لجعل الحملة في النهاية تتوافق إلى حد كبير مع رغباته. كتب ابن عمه وكاتب سيرته الذاتية في وقت لاحق أن الحملة كانت «من إبداع عقله، ونتاج لطاقة لا تعرف الكلل».
كان من عادة ماركهام منذ فترة طويلة مراقبة الضباط البحريين الشباب الواعدين الذين قد يكونون مناسبين فيما بعد للمسؤوليات القطبية، إذا سنحت الفرصة. كان قد لاحظ لأول مرة الضابط البحري روبرت فالكون سكوت في عام 1887، بينما كان الأخير يخدم مع إتش إم إس روفر في سانت كيتس، وتذكره. بعد ثلاثة عشر عامًا، كان سكوت، الذي أصبح الآن ملازم طوربيد على إتش إم إس ماجيستيك، يبحث عن مسار للتقدم الوظيفي، وقاده لقاء صدفة مع السير كليمنتس في لندن إلى التقدم لقيادة البعثة. كان سكوت في ذهن ماركهام لفترة طويلة، على الرغم من أنه لم يكن دائمًا خياره الأول، لكن المرشحين المفضلين الآخرين أصبحوا في نظره كبارًا في السن، أو لم يعودوا متاحين. بدعم ماركهام الحاسم، عُين سكوت بحلول 25 مايو 1900، تلاه بسرعة ترقيته إلى قائد.

### العلم مقابل المغامرة
كان ما يزال يتعين تحديد هيكل القيادة للبعثة. صمم ماركهام منذ البداية على أن يكون قائدها العام ضابطًا بحريًا، وليس عالمًا. في رسالة كتبها إلى ماركهام بعد تعيينه، أكد سكوت على أنه «يجب أن يكون لديه سيطرة كاملة على السفينة وفرق الإنزال»، وأصر على استشارته بشأن جميع التعيينات المستقبلية. ومع ذلك، نجحت اللجنة المشتركة، بموافقة ماركهام، في تأمين تعيين جون والتر جريجوري، أستاذ الجيولوجيا في جامعة ملبورن والمساعد الجيولوجي السابق في المتحف البريطاني، كمدير علمي للبعثة. وكانت وجهة نظر جريجوري، التي أيدها فصيل الجمعية الملكية في اللجنة المشتركة، هي أن تنظيم وقيادة فرقة البر يجب أن تكون بين يديه: «... ينبغي توجيه القبطان لتقديم المساعدة المطلوبة في أعمال التجريف، وشباك السحب وما إلى ذلك، لوضع القوارب حيثما دعت الحاجة تحت تصرف الطاقم العلمي». في النزاع الذي أعقب ذلك، زعم ماركهام أن قيادة سكوت للبعثة بأكملها يجب أن تكون شاملة ولا لبس فيها، وكان سكوت نفسه يصر على ذلك إلى حد التهديد بالاستقالة. سادت وجهة نظر ماركهام وسكوت، واستقال جريجوري، قائلًا إن العمل العلمي لا ينبغي أن «يخضع للمغامرة البحرية».
أدى هذا الخلاف إلى توتر العلاقات بين الجمعيات، التي استمرت بعد انتهاء الحملة وانعكست في انتقاد مدى ونوعية بعض النتائج المنشورة. زعم ماركهام أن إصراره على القيادة البحرية كان في المقام الأول مسألة تقاليد وأسلوب، وليس إشارة إلى عدم احترام العلم. أوضح اعتقاده بأن مجرد تحقيق خط عرض أعلى من شخص آخر «لا يستحق الدعم».

## الطاقم
تأمل ماركهام في بعثة بحرية ملكية كاملة، لكن الأميرالية حذرته من أن «الظروف الحالية للخدمة البحرية ستمنعهم من إقراض الضباط...». ومع ذلك، وافقت الأميرالية على إطلاق سراح سكوت وتشارلز رويدز، وسمحت لاحقًا لمايكل بارن وريجينالد سكيلتون بالانضمام إلى البعثة. كان الضباط المتبقون من البحرية التجارية، بما في ذلك ألبرت أرميتاج، الرجل الثاني في القيادة، الذي كان لديه خبرة في بعثة جاكسون-هارمسوورث في القطب الشمالي، 1894-1897، وإرنست شاكلتون، الضابط الثالث المعين المسؤول عن المخازن والمخازن والمؤن، والمسؤول عن ترتيب الترفيه. أطلقت الأميرالية سراح نحو عشرين ضابط صف وبحار، وكان بقية الطاقم من الخدمة التجارية، أو من العمل المدني. كان من بين أفراد الطاقم الذين قضوا وقتًا طويلًا في القطب الجنوبي بعض من قدامى المحاربين، بما في ذلك فرانك وايلد، وويليام لاشلي، وتوماس كرين (الذي انضم إلى البعثة بعد فرار أحد البحارة في نيوزيلندا)، وإدغار إيفانز، وإرنست جويس. على الرغم من أن البعثة لم تكن مشروعًا رسميًا للبحرية، فقد اقترح سكوت إدارة البعثة على خطوط بحرية، وحصل على موافقة طوعية من الطاقم للعمل بموجب قانون الانضباط البحري.